# Zuivelbrug

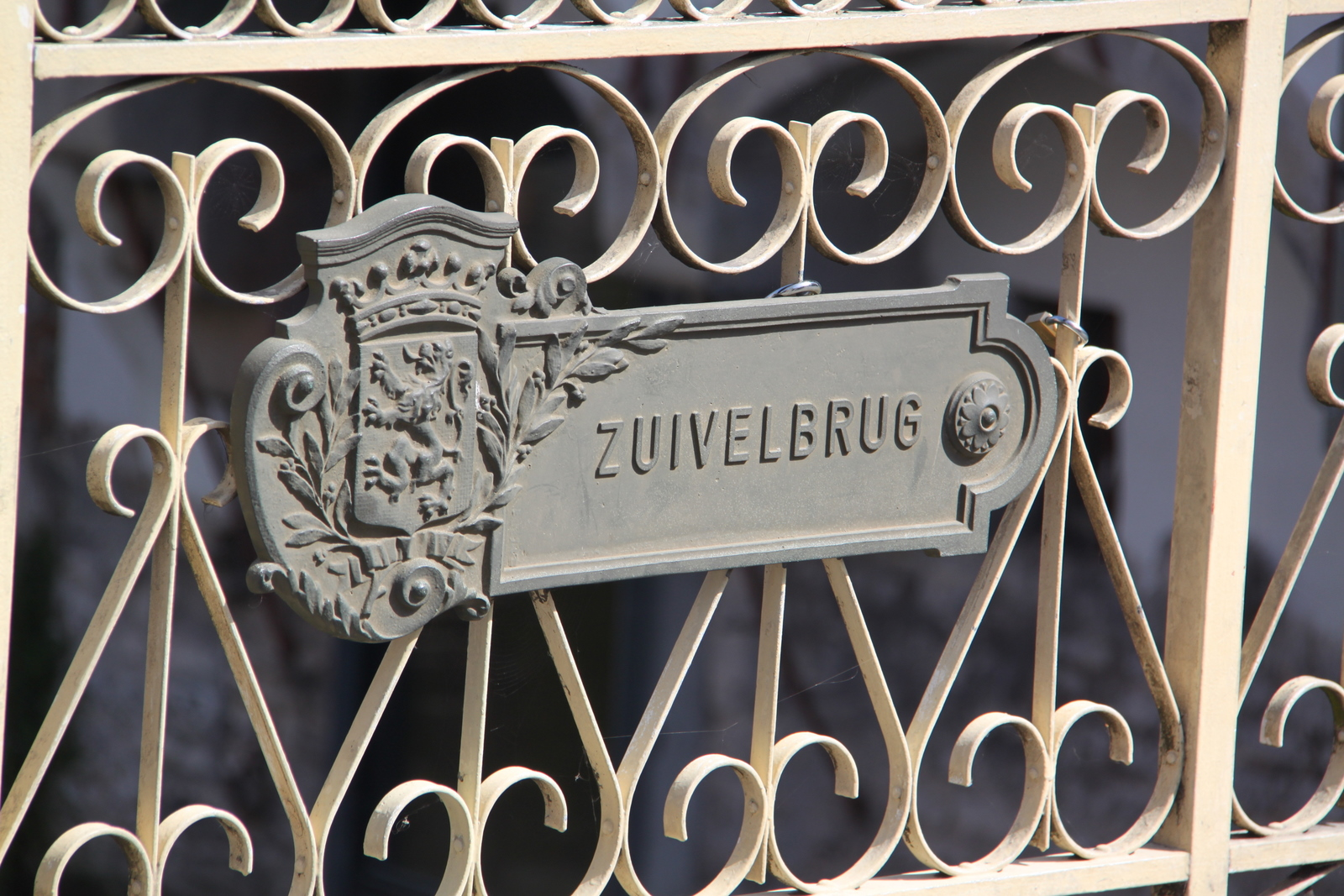
De Zuivelbrug

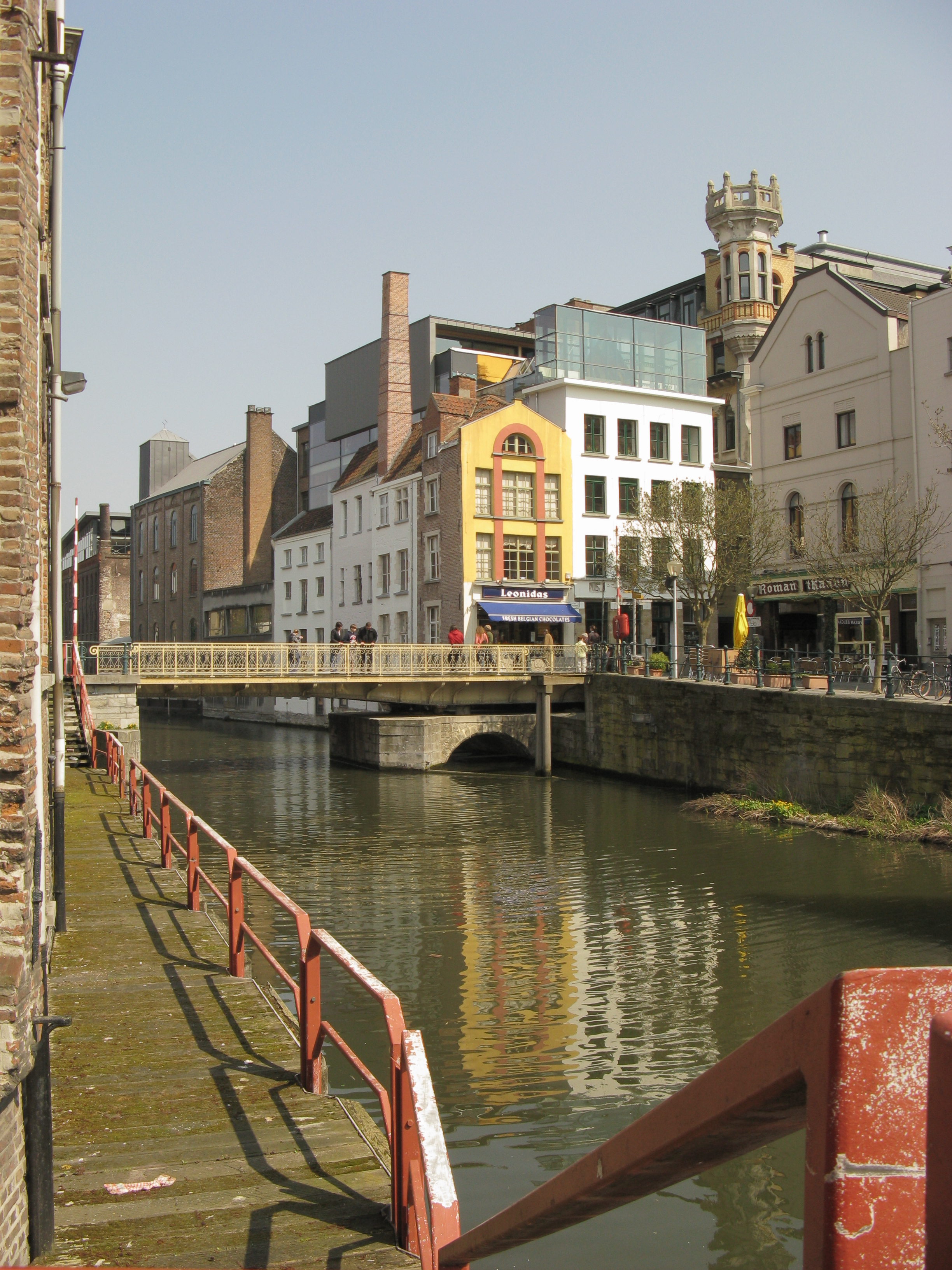

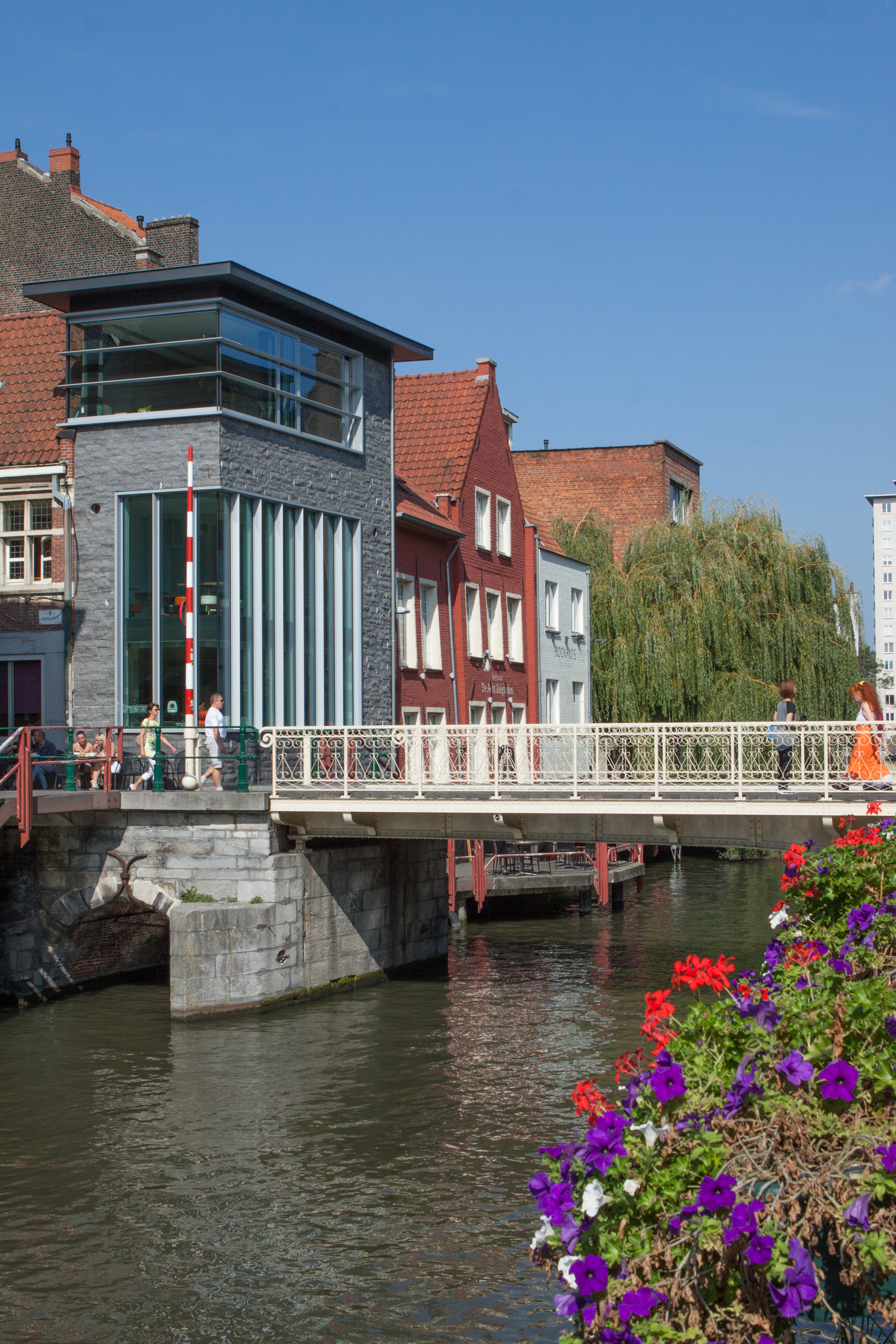
Zuivelbrug na vernieuwing van 2013

De Zuivelbrug is een brug over de Leie in Gent. De brug is onderdeel van de Zuivelbrugstraat die de Kraanlei en de rest van het Patershol via de Meerseniersstraat of het Grootkanonplein verbindt met de Vrijdagmarkt.
De naam verwijst naar de zuivelmarkt die vroeger met de verkoop van boter, eieren en kaas op de Vrijdagmarkt werd gehouden. De Meerseniersstraat heette toen nog de Suvelsteghe, de brug werd later aangeduid als de Suvelbrug.
De eerste naam van de toenmalige houten brug was evenwel van bij de bouw in de 13e eeuw tot 1476 de Boudinsbrug, naar Boudins, die in de Suvelsteghe woonde.  Van 1363 tot 1426 werd de brug herbouwd, in steen. De doorgang van grotere schepen maakte dat er tussen 1751 en 1754 een draaibrug werd geplaatst die ook meermaals werd aangepast en hersteld. Tussen 1968 en 1987 kon de brug niet opendraaien. Op 1 juli 1987 werd een nieuwe metalen draaibrug ingehuldigd. In 2013 werd de plankenbodem vernieuwd en de brug terug door Waterwegen en Zeekanaal gerestaureerd.